# 1845 في الولايات المتحدة
فيما يلي قوائم الأحداث التي وقعت خلال عام 1845 في الولايات المتحدة.

## سياسة

### تعيين في المنصب
- 1 يناير – سيلاس رايت حاكم نيويورك [الإنجليزية]‏.
- 1 يناير – وليام الكسندر غراهام حاكم كارولينا الشمالية [الإنجليزية]‏.
- 4 مارس – آسا بيغز عضو مجلس النواب الأمريكي.
- 4 مارس – توماس كوروين عضو مجلس الشيوخ الأمريكي.
- 4 مارس – جيمس بوك رئيس الولايات المتحدة.
- 4 مارس – دانيال وبستر عضو مجلس الشيوخ الأمريكي.
- 4 مارس – ديفيد ويلموت عضو مجلس النواب الأمريكي.
- 4 مارس – سارة بوك السيدة الأولى للولايات المتحدة.
- 5 مارس – جون ميسون نائب عام الولايات المتحدة.
- 6 مارس – ويليام مارسي وزير حرب الولايات المتحدة.
- 8 مارس – روبرت ج . وولكر وزير الخزانة الأمريكي.
- 11 مارس – جورج بانكروفت الأمين العام.
- 13 مارس – سايمون كاميرون عضو مجلس الشيوخ الأمريكي.
- 14 مارس – بنيامين فرانكلين بتلر محامي الولايات المتحدة للمنطقة الجنوبية من نيويورك [الإنجليزية]‏.
- 24 مارس – جون ديفيس عضو مجلس الشيوخ الأمريكي.
- 26 نوفمبر – جون كالهون عضو مجلس الشيوخ الأمريكي.
- 8 ديسمبر – جيفيرسون ديفيس عضو مجلس النواب الأمريكي.

### انتهاء فترة المنصب
- 1 يناير – آسا بيغز عضو مجلس ولاية كارولاينا الشمالية.
- 3 مارس – هاميلتون فيش عضو مجلس النواب الأمريكي.
- 4 مارس – جوليا تايلر السيدة الأولى للولايات المتحدة.
- 4 مارس – جون براون فرانسيس عضو مجلس الشيوخ الأمريكي.
- 4 مارس – جون تايلر رئيس الولايات المتحدة.
- 4 مارس – جون نيلسون نائب عام الولايات المتحدة.
- 4 مارس – روفوس تشوت عضو مجلس الشيوخ الأمريكي.
- 10 مارس – جون كالهون وزير الخارجية الأمريكي.
- 6 مايو – جيمس فينر حاكم رود آيلاند [الإنجليزية]‏.
- 10 نوفمبر – جون سليدل عضو مجلس النواب الأمريكي.

## ظهور
- 1 يناير – الرسالة المسروقة كتاب من تأليف إدغار آلان بو.
- 28 أغسطس – ساينتفك أمريكان

## كتب
من الكتب التي صدرت هذه السنة في الولايات المتحدة:
- 1 يناير – قصة حياة فريدريك دوغلاس من تأليف فريدريك دوغلاس، وليم لويد غاريسون.

## مواليد

### يناير
- 19 يناير – جوزيف مال كاري سياسي أمريكي.

### فبراير
- 15 فبراير – إليهو روت سياسي أمريكي.

### أبريل
- 30 أبريل – وليام هنري كرين ممثل أمريكي.

### مايو
- 21 مايو – تشارلز إدوين باسي عالم نبات أمريكي.

### يونيو
- 2 يونيو – آرثور ماك آرثور جونيور جندي من الولايات المتحدة الأمريكية.
- 29 يونيو – جورج أتكينسون سياسي أمريكي.

### أغسطس
- 23 أغسطس – جوب أبوت

### سبتمبر
- 11 سبتمبر – بينتون ماكميلين سياسي أمريكي.

### أكتوبر
- 9 أكتوبر – جون هنري روجرز سياسي أمريكي.
- 24 أكتوبر – راسل باسيت ممثل من الولايات المتحدة الأمريكية.

### نوفمبر
- 3 نوفمبر – إدوارد دوغلاس وايت سياسي أمريكي.

## وفيات

### أبريل
- 27 أبريل – ديفيد دبليو ديكنسون (مواليد 1808) سياسي أمريكي.

### مايو
- 11 مايو – جون غيلمور (مواليد 1780) سياسي أمريكي.

### يونيو
- 8 يونيو – أندرو جاكسون (مواليد 1767) سياسي أمريكي.
- 9 يونيو – غابرييل مور (مواليد 1785) سياسي أمريكي.

### سبتمبر
- 10 سبتمبر – جوزيف ستوري (مواليد 1779) سياسي أمريكي.

### أكتوبر
- 2 أكتوبر – صموئيل باينتر (مواليد 1768) سياسي أمريكي.

### ديسمبر
- 25 ديسمبر – جيمس توماس (مواليد 1785) سياسي أمريكي.